# Fischer Hoverwing HW80
Der Hoverwing HW80 ist der Entwurf eines achtzigsitzigen Bodeneffektfahrzeugs aus dem Jahr 2001, das als Schnellfährboot entwickelt wurde.

## Geschichte
Der Fischer Hoverwing HW80 war der erste Entwurf eines Großraum-Bodeneffektfahrzeugs der Fischer Flugmechanik. Er entstand bereits Ende der neunziger Jahre als exemplarischer Musterentwurf für ein Bodeneffektfahrzeug, das die von Hanno Fischer und Klaus Matjasic entwickelte Hoverwing-Technologie verwendete. Im Rahmen des TEBEF-Projekts stellte das Bundesministerium für Forschung und Technologie (BMFT) 1997 zwar die Mittel für den Bau des Fischer Hoverwing HW2VT Versuchsträgers zur Verfügung. Eine Förderung des Baus der Hoverwing HW80 kam allerdings nicht zustande.

## Konstruktion
Der Entwurf des Hoverwing HW80 besteht aus dem für Hoverwing-Fahrzeuge typischen Katamaran-Rumpf, der vorne und hinten während der Startphase mit einer Schürze verschließbar ist, um ein tragfähiges Luftkissen im Stand und während der Startphase aufbauen zu können. Der Luftstrom zum Aufbau des Luftkissens wird aus einem Teil des Propellerstroms in den Raum zwischen den Katamaran-Rümpfen abgeleitet. Der Kabinenaufbau auf den Katamaran-Rümpfen bietet Platz für 80 Passagiere. Als Frachtversion kann der HW80-Entwurf eine Nutzlast von bis zu 10 Tonnen aufnehmen. Bei der vorgesehenen Antriebsleistung von 1500 kW kann der HW80 eine Reisegeschwindigkeit von 180 km/h und eine Reichweite von 800 km erreichen. Der umgekehrte Deltaflügel ist so dimensioniert, dass im Reisebetrieb unter Ausnutzung des Bodeneffekts Wellenhöhen bis zu 1,5 Meter bewältigt werden können.

## Produktion und Vertrieb
Die Kosten für den Bau des Prototyps des Hoverwing HW80 wurden 2004 mit etwa 20 Millionen Euro abgeschätzt. Die geplante Förderung des Prototypenbaus durch das BMFT im Rahmen eines Anschlussprojekts zum HW2VT-Versuchsprogramm kam nicht zustande. Private Investoren in Asien interessierten sich für die kleineren Fischer Hoverwing HW20 und Fischer Hoverwing HW50. Die Aufnahme einer Serienfertigung der Hoverwing HW80 durch die 2004 in Hamburg gegründete Flyship GmbH kam nicht zustande.

## Technische Daten
| Kenngröße             | Hoverwing HW80 |
| --------------------- | -------------- |
| Besatzung             | 2              |
| Passagiere            | 80             |
| Länge                 | 36,60 m        |
| Spannweite            | 31,90 m        |
| Höhe                  | 10,00 m        |
| Flügelfläche          | m²             |
| Flügelstreckung       |                |
| Nutzlast              | 8000 kg        |
| Leermasse             | 22000 kg       |
| max. Startmasse       | 30214 kg       |
| Reisegeschwindigkeit  |                |
| Höchstgeschwindigkeit | 207 km/h       |
| Dienstgipfelhöhe      |                |
| Reichweite            | 800 km         |
| Triebwerke            | 1511 kW        |